# Gouvernorat de Naplouse
Le gouvernorat de Naplouse est un gouvernorat de la Palestine.

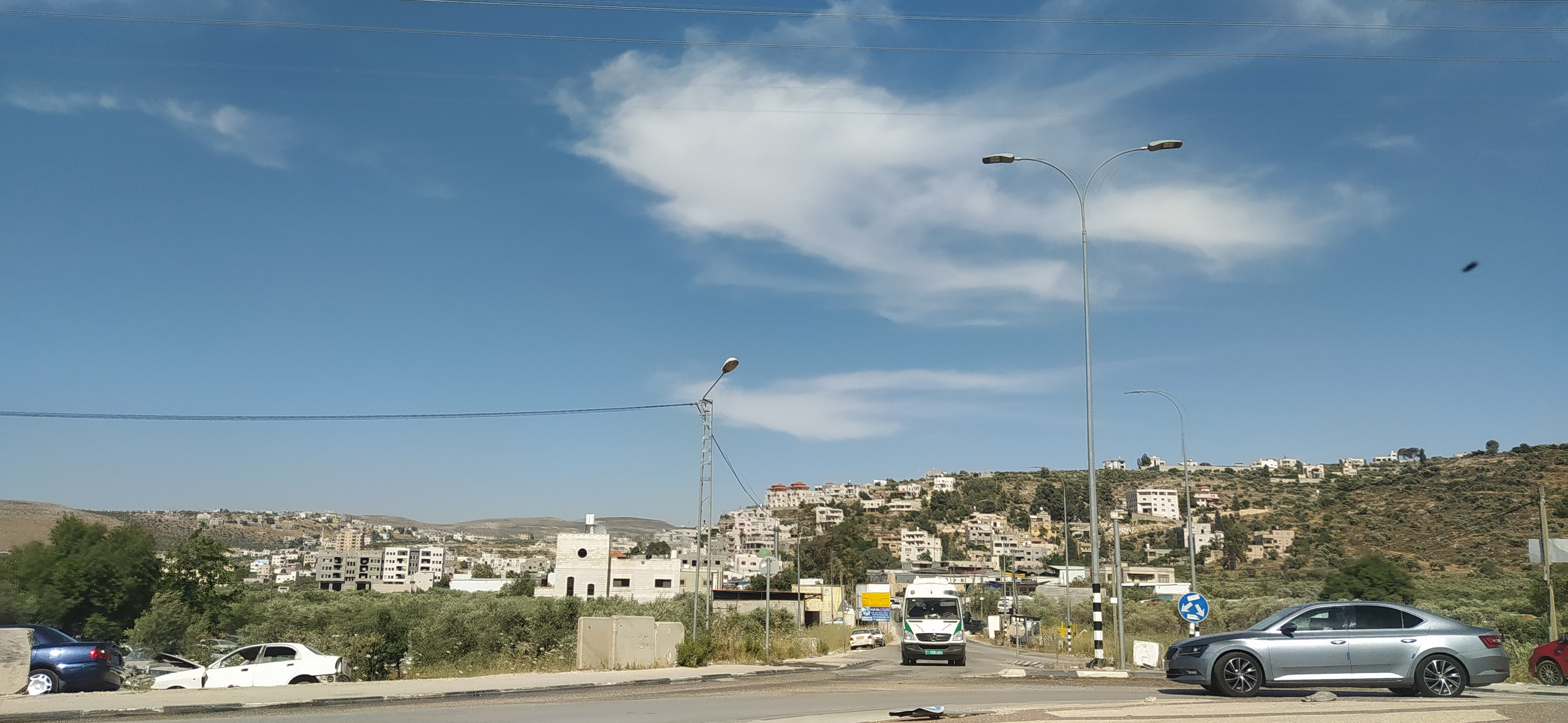
Vue générale de l'entrée de la ville de Beita, au sud du gouvernorat de Naplouse, depuis la rue principale Huwwara.